# Підгурський Дмитро Іванович
Дмитро Іванович Підгурський (нар. 11 лютого 1973, Дніпродзержинськ, Українська РСР, СРСР) — український хокеїст і тренер. Гравець національної збірної.

## Гравець
Виступав за команди «Сокіл» (Київ), ШВСМ (Київ), «Газовик» (Тюмень, Росія), «Дніпровські вовки» (Дніпропетровськ), «Дніпро» (Херсон) і «Беркут» (Бровари).
На юніорському чемпіонаті Європи 1991 року став срібним призером у складі збірної СРСР. Через два роки грав на світовій першості серед молодіжних команд у групі «С». У складі національної збірної України брав участь у трьох чемпіонатах світу групи «С»: 1993, 1995 і 1996 років. Всього на світових першостях провів 20 ігор (4 закинуті шайби і 18 результативних передач).

## Тренер
| Роки      | Команда           | Посада          |
| --------- | ----------------- | --------------- |
| 2009–2010 | «Беркут» (Київ)   | головний тренер |
| 2010–2011 | Україна (U20)     | тренер          |
| 2010–2013 | «Беркут» (Київ)   | тренер          |
| 2013–2014 | «Кременчук»       | тренер          |
| 2014–2017 | «Кременчук»       | головний тренер |
| 2017–2018 | Україна           | тренер          |
| 2018–     | «Дніпро» (Херсон) | головний тренер |